# Bangsri (Purwantoro)
Bangsri is een bestuurslaag in het regentschap Wonogiri van de provincie Midden-Java, Indonesië. Bangsri telt 3876 inwoners (volkstelling 2010).